# Nerzweiler
Nerzweiler ist eine Ortsgemeinde im Landkreis Kusel in Rheinland-Pfalz. Sie gehört der Verbandsgemeinde Lauterecken-Wolfstein an.

## Geographie
Nerzweiler liegt im Eßweiler Tal im Nordpfälzer Bergland. Im Norden befindet sich Offenbach-Hundheim, im Osten Aschbach und südlich liegt Hinzweiler.

## Geschichte
Der Ort wurde im Jahr 1350 als Nertzwilre erstmals urkundlich erwähnt. Das Eßweiler Tal gehörte zur Kurpfalz war aber als Lehen an die Grafen von Veldenz vergeben. In Nerzweiler war der Sitz des Nerzweiler Amtes, das die Orte des Tals umfasste. 1444 gelangte Nerzweiler an Pfalz-Zweibrücken, 1755 an die Rheingrafen.

## Politik

### Bürgermeister
Die Stelle ist vakant. Beauftragter für die Ortsgemeinde Nerzweiler gemäß § 124 Absatz 1 Nr. 2 GemO ist Christian Sauer.
Michael Hildebrand war von 2014 bis 2024 Ortsbürgermeister. Da bei der Direktwahl am 26. Mai 2019 kein Bewerber angetreten war, erfolgte die anstehende Wahl des Bürgermeisters gemäß Gemeindeordnung durch den Rat. Dieser bestätigte am 20. August 2019 Michael Hildebrand für weitere fünf Jahre in seinem Amt.

## Wirtschaft und Infrastruktur
Im Norden verläuft die Bundesstraße 420. In Lauterecken ist ein Bahnhof der Lautertalbahn.